# Gretchen, mein Mädchen
Gretchen, mein Mädchen ist ein Roman der österreichischen Kinderbuchautorin Christine Nöstlinger. Er ist nach Gretchen Sackmeier und Gretchen hat Hänschen-Kummer der dritte Band der Gretchen-Sackmeier-Serie und erschien 1988.

## Inhalt
Gretchen ist 18 Jahre alt und lebt mit ihrer Mutter und ihrer Schwester Mädi wieder bei Vater Egon und Bruder Hänschen. Gretchens Mutter ist mittlerweile Sozialarbeiterin und immer noch mit Marie-Luise (die sich mittlerweile zu einer Esoterikerin entwickelt hat und in der Mondreligion die Lösung für den Geschlechterkonflikt sieht) befreundet. 
Obwohl Gretchen kaum noch etwas für die Schule tut, hat sie nach wie vor gute Noten, da ihre Lehrer ihr – in Erinnerung an ihre Glanzzeiten – bei schlechter Leistung eine schlechte Tagesverfassung unterstellen. Gretchen ist zufrieden mit ihrem Leben, doch gelegentlich sehnt sie sich nach der Zeit bei Marie-Luise zurück und hat Schwierigkeiten, sich wieder an ihren Vater und ihren Bruder zu gewöhnen. Hänschen ist das Sorgenkind der Familie, das nur durch Gretchens Nachhilfe und ihre Fürsprache bei seinen Lehrern die Versetzung schafft. Und ihre kleine Schwester Mädi entwickelt seltsame Essgewohnheiten – mal will sie wochenlang nur Schmalzbrot essen, mal Knäckebrot-ohne-alles.
Gretchen verbringt viel Zeit mit ihren Freundinnen Gabriele und Ixi, außerdem hat sie immer noch ihre zwei Freunde Florian und Hinzel, doch Florian trennt sich von ihr, als sie seinen Urlaubsplänen nicht zustimmt. Gretchen hat keinen großen Kummer deswegen, dagegen ist sie über Hinzels plötzliches Verschwinden tief unglücklich und stellt fest, dass sie ihn liebt, nicht Florian. Gleichzeitig zeigen sich auch wieder Risse in der Ehe ihrer Eltern – Gretchen findet zufällig heraus, dass einer der Klienten ihrer Mutter, ein ehemaliger Strafgefangener, auch der Verehrer ihrer Mutter ist. Gretchen überredet ihre Mutter aber, dem Papa noch nichts zu sagen. Die Geschichte endet mit Gretchens und Hinzels Versöhnung.